# 赵超
赵超（1967年6月25日—），陕西长安人，出生于新疆阿勒泰，汉族，步长制药总裁。

## 生平
1967年6月25日出生于新疆阿勒泰。1988年毕业于陕西科技大学；北大光华管理学院MBA，西安交通大學應用經濟學專業经济学博士，现任陕西步长集团董事长。2008年，当选第十一届全国人民代表大会代表。2009年荣获“2009中国商帮风云人物”及“第三届陕西省优秀创业企业家”、2010年年初，荣获“2009陕西十大经济年度人物”、“2009光辉陕西十大风云人物”、“西部大开发十年经济人物”等荣誉称号。。2013年，当选第十二届全国人民代表大会代表。2018年2月24日，当选为第十三届全国人大代表。
步长制药成立于1993年8月，于2016年11月18日上市，是一家山东的医药公司，同时也是“家族企业”，由赵步长和大儿子赵涛、二儿子赵超共同创业。步长制药主要从事中成药的研发、生产和销售，主要产品涉及心脑血管疾病中成药领域，也覆盖妇科用药等其他领域。